# Tenebrón
Tenebrón település Spanyolországban, Salamanca tartományban. Tenebrón Ciudad Rodrigo, Sancti-Spíritus, Alba de Yeltes, Dios le Guarde, Morasverdes, Serradilla del Arroyo, Serradilla del Llano és El Maíllo községekkel határos. Lakosainak száma 121 fő (2024).

## Népesség
A település népessége az elmúlt években az alábbi módon változott:
| Lakosok száma | 233  | 213  | 189  | 176  | 174  | 166  | 156  | 140  | 135  | 121  |
|               | 2001 | 2004 | 2007 | 2009 | 2012 | 2014 | 2017 | 2019 | 2022 | 2024 |